# Sukorahayu
Sukorahayu is een bestuurslaag in het regentschap Lampung Timur van de provincie Lampung, Indonesië. Sukorahayu telt 2558 inwoners (volkstelling 2010).